# Іст-Гамптон (Коннектикут)
Іст-Гамптон (англ. East Hampton) — місто (англ. town) в США, в окрузі Міддлсекс штату Коннектикут. Населення — 12 717 осіб (2020).

## Демографія
Згідно з переписом 2010 року, у місті мешкало 12 959 осіб у 5060 домогосподарствах у складі 3617 родин. Було 5485 помешкань
Расовий склад населення:
| - 95,4 % — білих - 1,6 % — азіатів - 1,1 % — чорних або афроамериканців - 0,1 % — корінних американців |

До двох чи більше рас належало 1,4 %. Частка іспаномовних становила 2,7 % від усіх жителів.
За віковим діапазоном населення розподілялося таким чином: 23,0 % — особи молодші 18 років, 65,1 % — особи у віці 18—64 років, 11,9 % — особи у віці 65 років та старші. Медіана віку мешканця становила 42,8 року. На 100 осіб жіночої статі у місті припадало 97,6 чоловіків;  на 100 жінок у віці від 18 років та старших — 95,6 чоловіків також старших 18 років.
Середній дохід на одне домашнє господарство  становив 111 623 долари США (медіана — 99 104), а середній дохід на одну сім'ю — 133 555 доларів (медіана — 116 790). Медіана доходів становила 78 469 доларів для чоловіків та 62 652 долари для жінок. За межею бідності перебувало 5,7 % осіб, у тому числі 4,8 % дітей у віці до 18 років та 5,0 % осіб у віці 65 років та старших.
Цивільне працевлаштоване населення становило 7127 осіб. Основні галузі зайнятості: освіта, охорона здоров'я та соціальна допомога — 25,5 %, виробництво — 12,7 %, фінанси, страхування та нерухомість — 10,1 %, науковці, спеціалісти, менеджери — 8,7 %.